# Getulio Alviani

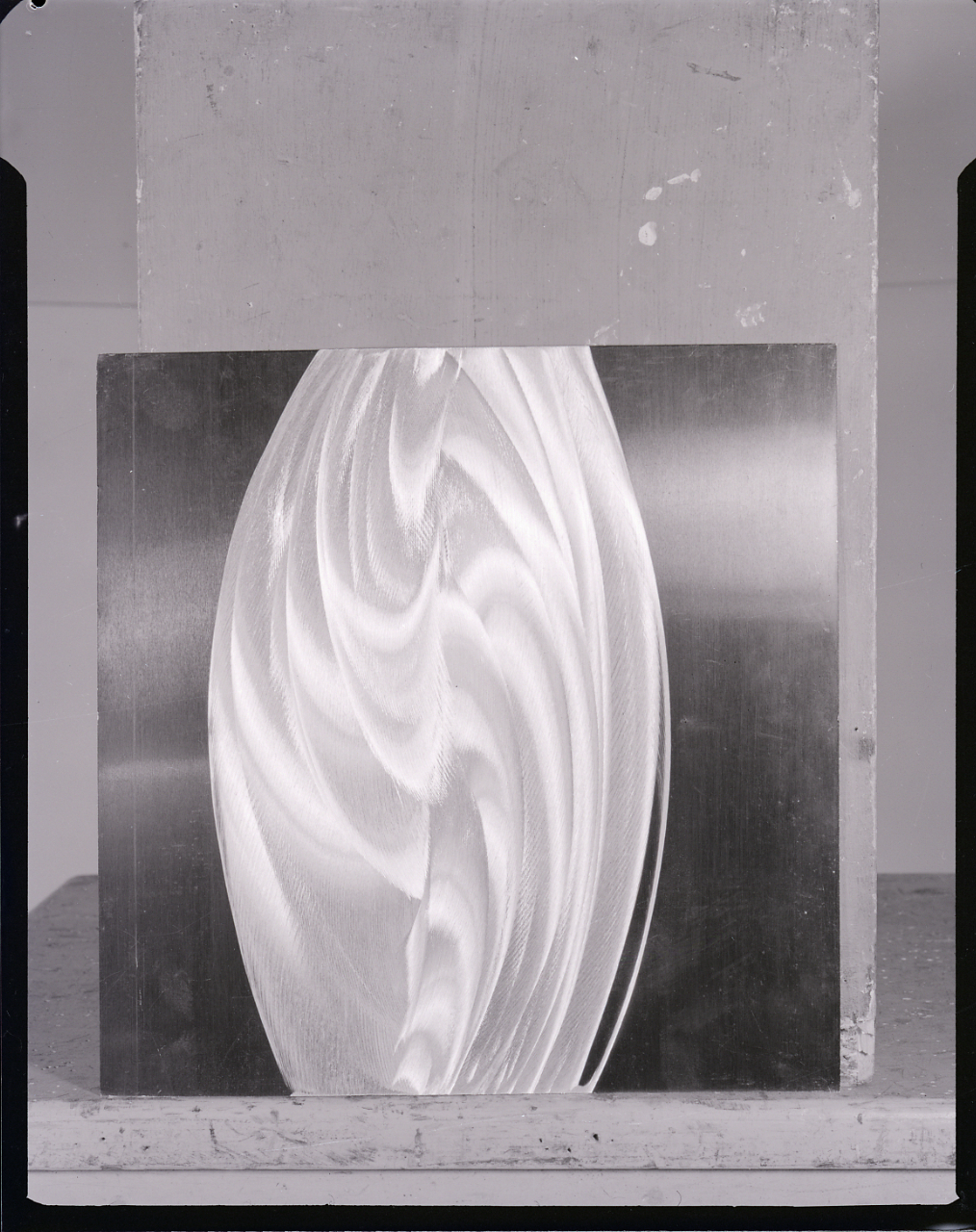
Getulio Alviani, Panouri din aluminiu. Fotografie de, 1963 (Fondo Paolo Monti, BEIC)

Getulio Alviani (n. 5 septembrie 1939, Udine, Friuli-Veneția Giulia, Italia – d. 24 februarie 2018, Milano, Italia) a fost un pictor italian stabilit la Milano. Este considerat un artist important în domeniul optico-cinetic internațional.

## Viața și opera

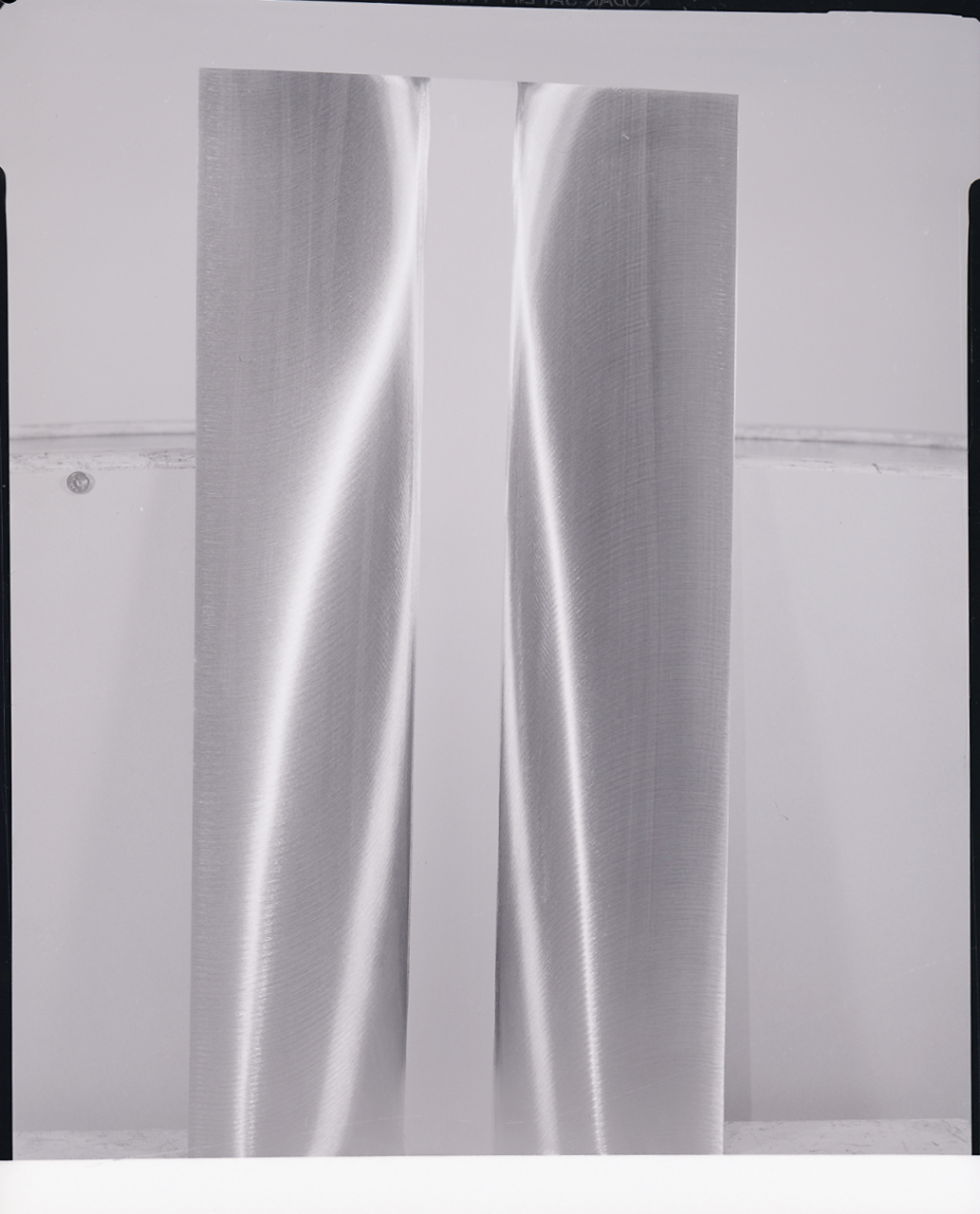
Panouri din aluminiu. Fotografie de Paolo Monti, 1963 (Fondo Paolo Monti, BEIC)

Alviani s-a născut la Udine, unde a dat dovadă de talent pentru design și desen geometric încă din copilărie. S-a înscris la Școala de Artă din Veneția, dar și-a pierdut repede interesul pentru studii, petrecând după-amiezile în muzeele din Veneția, contemplând capodoperele clasice. De asemenea, a început să lucreze la proiecte mici pentru arhitecți locali și să ajute artiști locali la realizarea gravurilor și a altor lucrări.
Prima sa serie a fost „The Wires”, inspirată de firele electrice aeriene. Fascinat de unele suprafețe din aluminiu lustruit găsite într-o fabrică unde lucra, după o prelucrare suplimentară și abraziune, a creat renumitele „Superfici a testura vibratile” (suprafețe cu textură vibrantă), care i-au adus recunoaștere internațională. În 1961, a fost invitat la expoziția „Nove Tendencije” din Zagreb, alături de alți artiști care lucrau în direcții similare, explorând oportunitățile unei arte dinamice ce interacționează cu privitorul. A început să schimbe idei cu artiști precum Julio Le Parc, François Morellet⁠(d) și Enrico Castellani, participând activ la activitățile grupului G.R.A.V. (Groupe de Recherche d'Art Visuelle) din Paris.
În 1962 s-a mutat la Milano, unde s-a împrietenit cu Piero Manzoni⁠(d) și Lucio Fontana⁠(d), care era foarte interesat de lucrările sale și a achiziționat câteva dintre „suprafețe”. De asemenea, a lucrat cu alți artiști celebri precum Max Bill, Bruno Munari⁠(d) și Josef Albers. În 1964 a fost invitat să expună la Bienala de la Veneția, împărțind cu succes o sală cu Enrico Castellani.
În 1965, Alviani a participat la expoziția The Responsive Eye la MoMA din New York, împreună cu alți artiști asociați cu arta cinetică și programată. O lucrare de-a sa a fost achiziționată de MoMA și utilizată ca imagine de poster pentru următoarea expoziție a muzeului, „The New Acquisitions”. În 1968 a fost invitat la Documenta 4 din Kassel.
De-a lungul anilor 1970 a călătorit în America de Sud și a acceptat, la cererea lui Jesús Rafael Soto⁠(d), funcția de director al Muzeului de Artă Modernă Jesús Soto, Ciudad Bolívar, Venezuela. Lucrările sale au fost incluse din nou la Bienala de la Veneția în 1984, 1986 și 1993. De asemenea, a expus la Trienala din Milano, Kunsthaus Graz, Palazzo delle Papesse din Siena, Academie de France din Roma, Bienala din Buenos Aires, expoziția itinerantă „Lumină, mișcare și programare” și Quadrienala de la Roma .
Lucrările lui Alviani sunt tranzacționate activ în licitații de artă modernă italiană și internațională, cum ar fi „Vânzări italiene” organizate la Londra de Christie's și Sotheby's. Printre lucrările sale, cele mai apreciate pe piață sunt „Superfici a testura variabile” unde aluminiul lustruit reflectă lumina în diferite nuanțe în funcție de unghiul de privire. Alte lucrări ale lui Alviani sunt „suprafețele cromodinamice”, în care sunt studiate interacțiunile culorilor primare, și „oglinzile” care creează iluzia unor inele pe suprafețele metalice reflectorizante.
Alviani a fost autorul unei cărți despre Josef Albers (1988). De asemenea, a editat împreună cu Giancarlo Pauletto o carte despre Michel Seuphor⁠(d) (1987) și a contribuit cu fotografiile sale la o carte scrisă de Pauletto și Margaret A. Miller despre Richard Anuszkiewicz⁠(d) (1988).

## Publicații
- Getulio Alviani, Giancarlo Pauletto, Michel Seuphor, Concordia Sette, Pordenone, 1987
- Giancarlo Pauletto, Margaret A. Miller, Richard Anuszkiewicz : Opere 1961-1987, fotografii de Getulio Alviani, Centro Iniziative Culturali, Pordenone, 1988
- Getulio Alviani, Josef Albers, L'arca edizioni, Pordenone, 1988,ISBN: 978-8878380011